# Bad Schallerbach
Bad Schallerbach – uzdrowiskowa gmina targowa w Austrii, w kraju związkowym Górna Austria, w powiecie Grieskirchen. Liczy 3 828 mieszkańców.

## Współpraca
Miejscowość partnerska:
- Koksijde, Belgia